# Maison forte d'Alligny-en-Morvan
La maison forte d'Alligny-en-Morvan est située à Alligny-en-Morvan (France).

## Localisation
La maison forte est située sur la commune d'Alligny-en-Morvan, située dans le département de la Nièvre en région Bourgogne-Franche-Comté. Dans la vallée du Ternin à l’ouest du bourg.

## Description
Il ne subsiste de la maison forte d'Alligny-en-Morvan qu'un corps de logis de plan concave. Une grande partie des bâtiments élevés autour de la cour circulaire fermée a été abattue. Les douves alimentées par les sources en eau vive entourent toujours l'assise d'origine,.

## Historique
Elle fut édifiée au XIIe siècle, par Hugues d'Aligny à son retour de la seconde croisade et restaurée entre 1645 et 1660.
Elle fait l'objet d'une inscription au titre des monuments historiques par arrêté du 17 novembre 1998.